# Petrocephalus gliroides
Petrocephalus gliroides är en fiskart som först beskrevs av Vinciguerra, 1897.  Petrocephalus gliroides ingår i släktet Petrocephalus och familjen Mormyridae. IUCN kategoriserar arten globalt som otillräckligt studerad. Inga underarter finns listade i Catalogue of Life.